# Кастровицкий, Самуэль
Самуэль Кастровицкий (4 декабря 1902, Лида — 12 августа 1953, Буэнос-Айрес) — польский и белорусский военный деятель.

## Биография
Самуэль Кастровицкий родился в семье врача Амвросия Кастровицкого и его жены Марии Богушевской. Самуэль принадлежал к католическому мещанскому дворянскому роду Кастровицких, представители которого занимали различные земские должности в Минском воеводстве Великого княжества Литовского и Минском уезде Минской губернии.
С 1915 по 1918 года обучался в Минской гимназии.
Участвовал в Лидской самообороне, был ранен и выкуплен из плена большевиками. Позднее служил в польской армии, окончил школу капралов в Варшаве и был уволен в запас в декабре 1921 года.
В 1923 году обучался праву в Университете Стефана Батория в Вильнюсе.
После сентябрьской кампании он сначала скрывался в Вильнюсе, а в конце 1939 года прибыл в Варшаву, где участвовал в деятельности конспиративных военных организаций. В конце 1940 года он стал членом Белорусской независимой партии, а также сотрудничал с Армией Крайова.
В 1941 году начальник разведки Армии Крайова Томаш Зан поручил Самуэлю руководить разведывательным отделением Главного командования в Минске. В это же время Кастровицкий вступил в Белорусский комитет, члены которого рассматривались как будущие кандидаты на различные должности в гражданской администрации Беларуси.
В августе 1941 года Самуэль вместе с Витаутасом Буткевичем ненадолго выехал в Барановичи, но после встречи с Вацлавом Ивановским вернулся в Варшаву. В конце ноября он прибыл в Минск с целью организации на месте разведывательной ячейки Подрайонной разведки, вместе с ним поехал и Витаутас Буткевич.
Вернувшись в Варшаву, Самуэль Кастровицкий остался в секторе контрразведки в качестве руководителя ячейки, занимавшейся, в том числе, белорусскими делами. На этой должности он предпринял шаги по подготовке Главного командования Армии Крайова к благоприятным условиям для переговоров с представителями Белорусской независимой партии, однако его усилия не увенчались успехом.
В июле 1944 года Самуэль Кастровицкий получил звание майора. После Варшавского восстания он оказался в лагере для военнопленных, затем был отправлен в Вильденберг. С августа 1945 года служил в охранных компаниях Германии. В 1948 году он был демобилизован. Впоследствии эмигрировал в Аргентину.

## Личная жизнь
Самуэль Кастровицкий был женат на Алине Прибытке. Ее мать, Ева Прибытка, вместе с Алиной и её сыновьями и дочерью: Самуэлем, Кшиштофом, Наримундом, Александром, Ядвигой и Янушем были депортированы в Казахстан весной 1940 года.